# Frederick Buechner
(Carl) Frederick Buechner (Nova Iorque, 11 de julho de 1926) é um ministro presbiteriano, escritor e teólogo americano, autor de mais de trinta livros publicados até o momento.

## Biografia
Sua obra abrange muitos gêneros, incluindo ficção, autobiografia, ensaios e sermões, e ficção histórica, e sua carreira se estendeu por seis décadas, fazendo dele um dos escritores mais prolíficos destes dias. Os livros de Buechner estão entre os mais lidos nos Estados Unidos, e foram traduzidos em muitas línguas para publicação em todo o mundo. Ele é mais conhecido por seus trabalhos "Dying A Long Day's" (seu primeiro trabalho, publicado em 1950), O Livro dos Bebb, uma tetralogia baseado no personagem Leo Bebb publicado em 1977; Godric, uma narrativa em primeira pessoa do santo medieval, e finalista do Prêmio Pulitzer em 1981, Brendan, um segundo romance histórico da vida do santo, publicado em 1987; "Listening to Your Life" (ouvir a sua vida): "Daily Meditations" (meditações diárias) com Frederick Buechner (1992), e sua obra autobiográfica A Jornada Sagrada (1982), Agora e depois (1983), contando segredos (1991) e Os Olhos do Coração: Memoirs of the Lost and Found (1999). Ele foi chamado de "talento Major" e "... um escritor muito bom" pelo New York Times ", e" um dos nossos contadores de histórias mais originais "por E.U.A. Hoje. Annie Dillard (vencedora do Prêmio Pulitzer autor da Pilgrim at Tinker Creek), afirma: "Frederick Buechner é um dos nossos melhores escritores."